# 다테역
다테역(일본어: 伊達駅)은 일본 후쿠시마현 다테시에 있는 동일본 여객철도 도호쿠 본선의 역이다. 단선 승강장 2면 2선 구조로 되어 있는 지상역이었으며, 후쿠시마 역 관리의 간이위탁역이다. 예전에는 개칭되기 전까지는 나가오카역(일본어: 長岡駅)이었다.

## 타는 곳
| 1 | ■ 도호쿠 본선 | (상행) | 후쿠시마 · 고리야마 · 구로이소 방면 |
| 2 | ■ 도호쿠 본선 | (하행) | 시로이시 · 이와누마 · 센다이 방면   |

## 이용 현황
| 연도   | 하루 평균 승차 인원 |
| 2000년 | 1,097               |
| 2001년 | 1,101               |
| 2002년 | 1,076               |
| 2003년 | 1,075               |
| 2004년 | 1,062               |
| 2005년 | 1,074               |
| 2006년 | 1,082               |
| 2007년 | 1,050               |
| 2008년 | 1,060               |
| 2009년 | 992                 |
| 2010년 | 907                 |
| ------ | ------------------- |

## 역 주변
- 에키마에 공원
- 다테 제강
- 태평양 시멘트 다테 창고
- 다테 시청 다테 종합지소
- 국도 제4호선
- 국도 제399호선

## 역사
- 1895년 4월 1일 : 닛폰 철도의 나가오카역(일본어: 長岡駅)으로서 개업.
- 1909년 10월 12일 : 선로 명칭 제정, 도호쿠 본선의 역이 된다.
- 1914년 12월 1일 : 다테역으로 개칭.
- 1987년 4월 1일 : 민영화에 의해, 동일본 여객철도로 이관.
- 2009년 3월 14일 : IC 카드 Suica 사용을 개시.

## 인접 정차역
| 도호쿠 본선                  | 도호쿠 본선   | 도호쿠 본선      |
| ---------------------------- | ------------- | ---------------- |
| 히가시후쿠시마 후쿠시마 방면 | ■ 도호쿠 본선 | 고리 센다이 방면 |